# Sydamerikanska mästerskapet i volleyboll för damer
Sydamerikanska mästerskapet i volleyboll för damer (spanska: Campeonato Sudamericano de Voleibol Femenino, portugisiska: Campeonato Sul-Americano de Voleibol Feminino) är en tävling för sydamerikanska landslag som organiseras av Confederación Sudamericana de Voleibol (CSV). Den första upplagan genomfördes i Brasilien 1951. De första åren genomfördes tävlingen med varierande frekvens, men sedan 1967 har den genomförts vartannat år. Brasilien är det lag som varit mest framgångsrikt med 22 segrar.

## Upplagor
| Säsong               | Säsong                         | Podium    | Podium    | Podium    |
| År                   | Spelplats                      | Guld      | Silver    | Brons     |
| -------------------- | ------------------------------ | --------- | --------- | --------- |
| 1951                 | Rio de Janeiro                 | Brasilien | Uruguay   | Peru      |
| 1956                 | Montevideo                     | Brasilien | Uruguay   | Peru      |
| 1958                 | Porto Alegre                   | Brasilien | Peru      | Uruguay   |
| 1961                 | Lima                           | Brasilien | Peru      | Argentina |
| 1962                 | Santiago de Chile              | Brasilien | Peru      | Argentina |
| 1964                 | Buenos Aires                   | Peru      | Paraguay  | Argentina |
| 1967                 | Santos                         | Peru      | Brasilien | Paraguay  |
| 1969                 | Caracas                        | Brasilien | Peru      | Uruguay   |
| 1971                 | Montevideo                     | Peru      | Brasilien | Uruguay   |
| 1973                 | Bucaramanga                    | Peru      | Brasilien | Uruguay   |
| 1975                 | Asunción                       | Peru      | Brasilien | Argentina |
| 1977                 | Lima                           | Peru      | Brasilien | Argentina |
| 1979                 | Rosario                        | Peru      | Brasilien | Argentina |
| 1981                 | Santo André                    | Brasilien | Peru      | Argentina |
| 1983                 | São Paulo                      | Peru      | Brasilien | Argentina |
| 1985                 | Caracas                        | Peru      | Brasilien | Venezuela |
| 1987                 | Montevideo                     | Peru      | Brasilien | Venezuela |
| 1989                 | Curitiba                       | Peru      | Brasilien | Argentina |
| 1991                 | São Paulo                      | Brasilien | Peru      | Colombia  |
| 1993                 | Lima och Cusco                 | Peru      | Brasilien | Venezuela |
| 1995                 | Porto Alegre                   | Brasilien | Peru      | Argentina |
| 1997                 | Lima                           | Brasilien | Peru      | Argentina |
| 1999                 | Valencia                       | Brasilien | Argentina | Peru      |
| 2001 mer information | Morón och Buenos Aires         | Brasilien | Argentina | Venezuela |
| 2003 mer information | Bogotá                         | Brasilien | Argentina | Peru      |
| 2005 mer information | La Paz                         | Brasilien | Peru      | Argentina |
| 2007 mer information | Santiago de Chile och Rancagua | Brasilien | Peru      | Venezuela |
| 2009 mer information | Porto Alegre                   | Brasilien | Argentina | Peru      |
| 2011 mer information | Lima                           | Brasilien | Argentina | Peru      |
| 2013 mer information | Ica                            | Brasilien | Argentina | Peru      |
| 2015 mer information | Cartagena                      | Brasilien | Peru      | Colombia  |
| 2017 mer information | Cali                           | Brasilien | Colombia  | Peru      |
| 2019 mer information | Cajamarca                      | Brasilien | Colombia  | Peru      |
| 2021 mer information | Barrancabermeja                | Brasilien | Colombia  | Argentina |
| 2023 mer information | Recife                         | Brasilien | Argentina | Colombia  |

## Medaljliga
| Pos. | Lag       | Guld | Silver | Brons |
| ---- | --------- | ---- | ------ | ----- |
| 1    | Brasilien | 23   | 11     | -     |
| 2    | Peru      | 12   | 11     | 9     |
| 3    | Argentina | -    | 7      | 13    |
| 4    | Colombia  | -    | 3      | 3     |
| 5    | Uruguay   | -    | 2      | 4     |
| 6    | Paraguay  | -    | 1      | 1     |
| 7    | Venezuela | -    | -      | 5     |